# Buzen
Buzen (jap. 豊前市 Buzen-shi) – miasto w Japonii, w prefekturze Fukuoka, w północnej części wyspy Kiusiu.

## Geografia
Buzen znajduje się w południowo-wschodniej części prefektury Fukuoka. Na południe od Buzen znajduje się prefektura Ōita, a od północnego wschodu graniczy z Morzem Wewnętrznym. Miasto w większości przypomina tereny wiejskie i rozciąga się na prawie 100 km² w głąb lądu, w kierunku bardziej górzystego terenu.
Znane lokalne punkty orientacyjne to m.in. góra Kubote (jap. 求菩提山 Kubote-san) i port Unoshima (jap. 宇島港 Unoshima-kō). W mieście znajduje się także stacja Unoshima i łączy się z Główną Linią Nippō obsługiwaną przez Kyushu Railway Company.

## Historia
1 kwietnia 1889 roku powstały miejscowości Unoshima (jap. 宇島町 Unoshima-machi) i Hachiya (jap. 八屋町 Hachiya-machi). 1 kwietnia 1935 roku miejscowość Hachiya powiększyła się o teren miejscowości Unoshima, a 10 kwietnia 1955 roku Hachiya połączyła się z 8 wioskami tworząc miasto Unoshima. 14 kwietnia tego samego roku nazwa miasta została zmieniona na Buzen.

## Populacja
Zmiany w populacji Buzen w latach 1970–2015:
| Rok  | Populacja |
| ---- | --------- |
| 1970 | 32 049    |
| 1975 | 31 220    |
| 1980 | 31 701    |
| 1985 | 31 985    |
| 1990 | 31 089    |
| 1995 | 29 716    |
| 2000 | 29 133    |
| 2005 | 28 104    |
| 2010 | 27 031    |
| 2015 | 25 940    |